# Acontia jaliscana
Acontia jaliscana är en fjärilsart som beskrevs av William Schaus 1898. Acontia jaliscana ingår i släktet Acontia och familjen nattflyn. Inga underarter finns listade i Catalogue of Life.